# Soplo de Carey Coombs
El Soplo de Carey Coombs es un signo clínico que aparece en pacientes con afectación de la válvula mitral durante un episodio agudo de fiebre reumática. Se describe como un soplo corto, mesodiastólico, que se escucha mejor en el ápex y que desaparece cuando la afectación valvular mejora. Se asocia habitualmente con un ritmo de gallope S3 y puede distinguirse del soplo diastólico de la estenosis mitral por la ausencia de chasquido de apertura. El soplo está causado por el aumento del flujo sanguíneo a través de la válvula estenosada.